# Nous nous sommes tant aimés (émission de télévision)
 (mai 2014).
Si vous disposez d'ouvrages ou d'articles de référence ou si vous connaissez des sites web de qualité traitant du thème abordé ici, merci de compléter l'article en donnant les références utiles à sa vérifiabilité et en les liant à la section « Notes et références ».
Cet article concerne une émission. Pour le film, voir Nous nous sommes tant aimés.
L'émission documentaire Nous nous sommes tant aimés, diffusée entre mars 2010 et 2016 sur France 3 est une série de documentaires retraçant la vie et la carrière d'artistes, animateurs de télévision, journalistes ou sportifs français aujourd'hui disparus, avec l'appui d'archives de l'INA. La majeure partie de ces documentaires est constituée d'un seul épisode de 25 minutes mais, pour certaines personnalités, deux épisodes furent nécessaires.
Chaque documentaire est divisé en six parties : 
- Nous l'avons tant aimé(e) : une présentation générale de la vie et de la carrière de la personnalité.
- Le temps de l'espoir : l'enfance, l'adolescence et les premiers pas dans le métier
- Les premiers succès : le début de la notoriété
- Le temps des questions : les diverses épreuves et divers échecs (personnels et professionnels)
- Le temps des triomphes : ce qui a fait la renommée et les grands succès de la personnalité
- Le temps s'arrête : les derniers moments et la mort de la personnalité.

## Personnalités (par ordre alphabétique)
- Alain Colas
- Arletty
- Barbara
- Bourvil
- Carlos
- Bernard Blier
- Bruno Crémer
- Claude Berri
- Claude Chabrol (2 épisodes)
- C. Jérôme
- Coluche
- Dalida (2 épisodes)
- Darry Cowl
- Eddie Barclay
- Éric Charden
- Francis Blanche
- Frank Alamo
- Frédéric Dard
- Georges Brassens
- Gilbert Bécaud
- Jacques Anquetil
- Jacques Brel (2 épisodes)
- Jacques Demy
- Jean Carmet
- Jean-Claude Brialy
- Jean-Pierre Aumont
- Jean-Pierre Cassel
- Joe Dassin (2 épisodes)
- l'Abbé Pierre
- Louis de Funès (2 épisodes)
- Maritie et Gilbert Carpentier (2 épisodes)
- Maurice Béjart
- Michel Audiard
- Michel Berger (2 épisodes)
- Mike Brant
- Patrick Dewaere (2 épisodes)
- Philippe Clay
- Pierre Bachelet
- Pierre Desproges
- Raymond Devos
- Sacha Distel (2 épisodes)
- Salvador Dalí
- Annie Girardot
- Bernadette Lafont
- Bernard Giraudeau (2 épisodes)
- Bernard Loiseau
- Christian Marin
- Claude François (2 épisodes)
- Claude Nougaro
- Claude Piéplu
- Daniel Gélin (2 épisodes)
- Denise Grey
- Édith Piaf
- Édouard Molinaro
- Élie Kakou
- Fernandel
- Françoise Giroud
- Georges Lautner
- Georges Moustaki
- Gérard Oury
- Guy Lux
- Jacqueline Maillan
- Jacques Martin
- Jean Ferrat (2 épisodes)
- Jean Gabin
- Jean Lefebvre
- Jean Marais
- Laurent Fignon
- Léo Ferré
- Luis Mariano
- Marcel Mouloudji
- Marcello Mastroianni
- Marcel Pagnol
- Nino Ferrer
- Philippe Léotard
- Philippe Noiret
- Pierre Mondy
- Robert Lamoureux
- Serge Gainsbourg
- Suzanne Flon
- Sylvia Kristel
- Thierry Le Luron
- Yves Montand
- Yves Mourousi
- Achille Zavatta
- Alice Sapritch
- André Verchuren
- Bernard Rapp
- Charles Trenet
- Colette Renard
- Éric Tabarly
- Fernand Raynaud
- François Truffaut
- Françoise Sagan
- Gérard Rinaldi
- Haroun Tazieff
- Henri Salvador
- Henri Verneuil
- Jackie Sardou
- Jacques Tati
- Jacques Villeret
- Jean Poiret
- Jean Richard
- Jean Yanne
- Jérôme Savary
- Léon Zitrone
- Léopold Sédar Senghor
- Lino Ventura
- Marie-France Pisier
- Marie Trintignant
- Michel Polac
- Michel Serrault (2 épisodes)
- Pascal Sevran
- Patrick Topaloff
- Paul Préboist
- Roger Pierre
- Roger Vadim
- Romy Schneider
- Serge Reggiani
- Sim
- Simone Signoret
- Sœur Emmanuelle
- Thierry Roland
- Yves Robert
- Yves Saint Laurent

## Seconde formule: Les couples de légende (Janvier 2015)
En janvier 2015, une nouvelle formule du documentaire voit le jour : des documentaires sur les couples légendaires qui ont été séparés soit par la mort (comme Edith Piaf et Marcel Cerdan), soit par le divorce (comme Adriana et Christian Karembeu). Cette nouvelle formule se voit dès le générique, car les photos de personnalités disparues sont remplacées par des photos de ces couples légendaires. Deux numéros de cette formule ont été diffusés.
- Édith Piaf et Marcel Cerdan
- Simone Signoret et Yves Montand